# Cardamine clematitis
Cardamine clematitis är en korsblommig växtart som beskrevs av Robert James Shuttleworth och Asa Gray. Cardamine clematitis ingår i släktet bräsmor, och familjen korsblommiga växter. Inga underarter finns listade i Catalogue of Life.